# النظام العالمي لاتصالات الهواتف المحمولة
المنظومة الشمولية للاتصالات الخلوية أو النظام العالمي لاتصالات الهواتف المحمولة (بالإنجليزية: Global System for Mobile Communications)‏ اختصاراً GSM وتُقرأ جي إس إم، هو الجيل الثاني من نظم الاتصالات في الشبكات الخلوية الذي بدأ التخطيط له سنة 1982 وذلك مع تطور التقنية الرقمية والطلب المتزايد عليها. ويمتاز هذا الجيل بسعة أو قدرة للنظام أعلى بعدة مرات من النظام التماثلي كما أنه يقدم ميزات خدماتية أكثر وبنوعية عالية الجودة وتكلفة منخفضة. نُشر هذا النظام لأول مرة في فنلندا في ديسمبر سنة 1991 بعرض ترددي جديد وهو 900 MHz لخدمة الهاتف الخلوي.واعتبارا من عام اعتبارًا من 2014 أصبح المعيار العالمي للاتصالات المتنقلة - مع أكثر من 90 ٪ من حصة السوق، والتي تعمل في أكثر من 193 دولة وإقليم-.
طُورت شبكات الجيل الثاني (2G) كبديل للشبكات الخلوية التناظرية من الجيل الأول (1G)، وكان معيار GSM قد وصف في الأصل شبكة رقمية بتبديل الدارات من أجل إجراء مكالمات صوتية مزدوجة كاملة. وقد توسع هذا مع مرور الوقت ليشمل اتصالات البيانات. أولاً عن طريق النقل بتبديل الدارات، ثم عن طريق نقل حزم البيانات باستخدام خدمات حزم الراديو العامة (GPRS) ومعدلات البيانات المحسنة (EDGE) لتطور ال GSM، أو EGPRS).
وفي وقت لاحق، طور برنامج مشروع شراكة الجيل الثالث (3GPP) معايير (النظام العالمي للاتصالات المتنقلة (UMTS) من الجيل الثالث (3G)، تليها معايير الجيل الرابع (LTE)المتقدمة من الجيل الرابع، والتي لا تشكل جزءًا من معيار ETSIو GSM.

## الاهداف
من أهم اهداف هذا النظام هي:
- المقياس الموحد
- التجول الدولي
- تقنيات التشفير الرقمي
- أجهزة بتكلفة منخفضة
- الاستهلاك الكهربائي المنخفض
- إرسال رقمي متعدد الوصول بتقسيم الزمن

## نبذة تاريخية

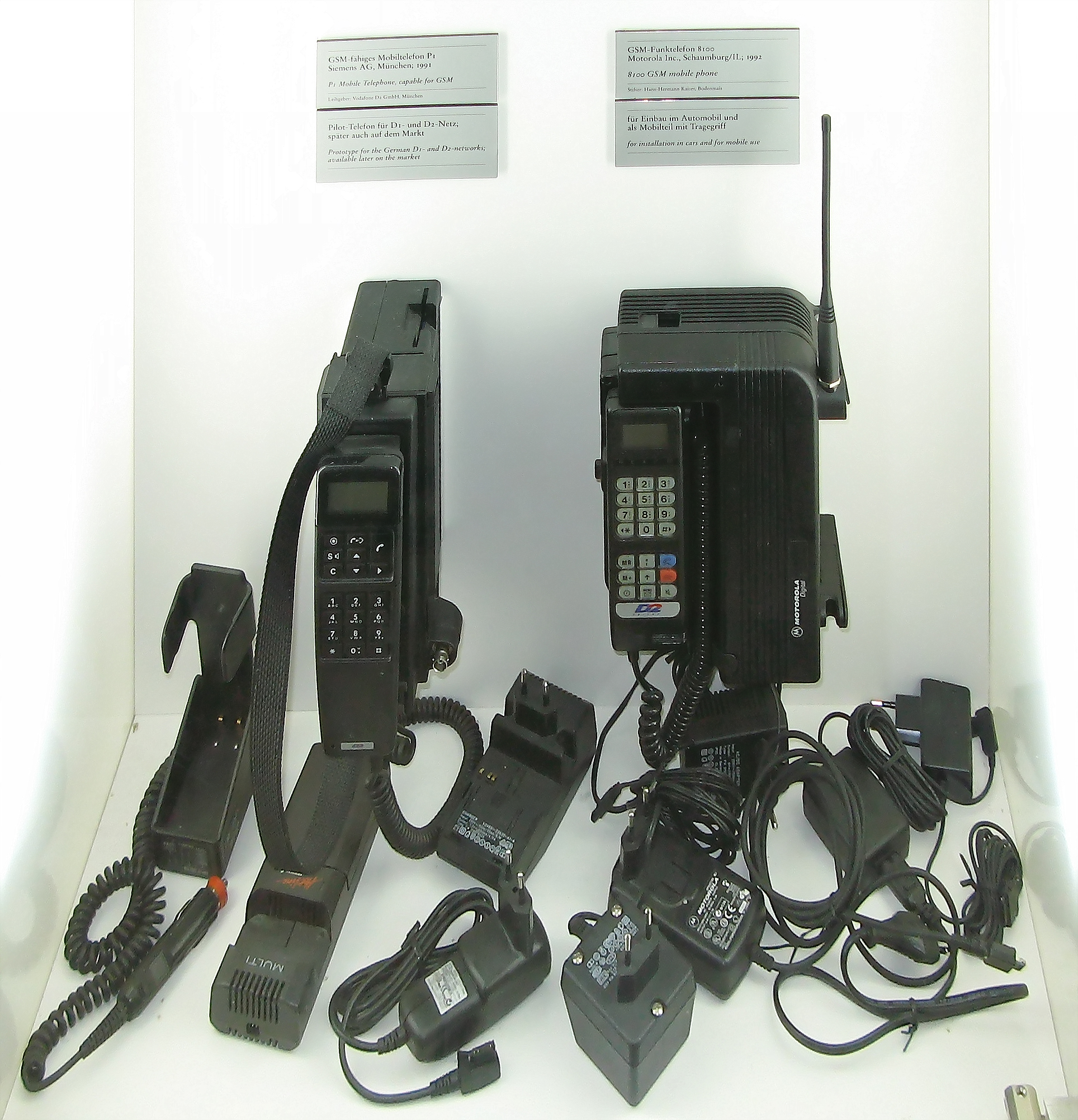
أوائل هواتف ج س م (1991)

في عام 1983، بدأ العمل في تطويرالمعيار الأوروبي للخلية الرقمية والاتصالات الصوتية عندما أنشأ المؤتمر الأوروبي لإدارات البريد والاتصالات لجنة النظام العالمي للاتصالات المتنقلة وقدمت فيما بعد مجموعة دعم فني مفرها في باريس. بعد خمس سنوات، عام 1987، وقعت مذكرة تفاهم بين 15 ممثلاً ل 13 دولة أوروبية في كوبينهانغن لتطوير ونشر نظام الهاتف الخلوي المشترك في جميع أنحاء أوروبا، وتم تطبيق قواعد الاتحاد الأوروبي لجعل النظام العالمي للاتصالات المتنقلة معياراً إلزامياً.
في النهاية أدى قرارتطوير المعيارالقاري إلى التوحيد وفتح شبكة قياسية أكبر من تلك الشبكة الموجودة في الولايات المتحدة.
```
في فبراير، عام 1987 أنتجت أوروبا أول مواصفات فنية متفق عليها النظام العالمي للاتصالات المتنقلة. ادى كل من الدعم السياسي من قبل الوزراء الاربعة للإتحاد الأوروبي النظام العالمي للاتصالات المتنقلة والإعلان الذي تم نشره على شبكة المعلومات العالمية من قبل بوون في شهر مايو إلى طرح مذكرة التفاهم للمجموعة الخاصة للمحمول وتوقيعها في شهرسبتمبر. وجهت مذكرة التفاهم شركات الهاتف المحمول في جميع انخاء أوروبا إلى استثمار النظام العالمي للاتصالات المتنقلة وجعلها تطمح لتاريخ مشترك بينها.
```

وخلال الفترة القصيرة الني تمتد إلى 38 اسبوعاً، تم دمج أوروبا بأكملها (بلدان وصناعات) في وحدة نادرة وسريعة تتعامل مع النظام العالمي للاتصالات المتنقلة بإدارة أربعة من المسؤولين الرسميين: أرمين سليبر من ألمانيا، ستفين تمبل من المملكة المتحدة، فيليب دوبوي من فرنسا ورينزو فيلي من إيطاليا.وخلال الفترة القصيرة الني تمتد إلى 38 اسبوعاً، تم دمج أوروبا بأكملها (بلدان وصناعات) في وحدة نادرة وسريعة تتعامل مع النظام العالمي للاتصالات المتنقلة بإدارة أربعة من المسؤولين الرسميين: أرمين سليبر من ألمانيا، ستفين تمبل من المملكة المتحدة، فيليب دوبوي من فرنسا ورينزو فيلي من إيطاليا. وفي عام 1989, تم نقل المجموعة الخاصة للمحمول من المؤتمر الأوروبي لإدارات البريد والاتصالات إلى المعهد الأوروبي لمعايير الاتصالات.
وقعت كل من فرنسا وألمانيا اتفاقية التنمية المشتركة في عام 1984 وانضمت اليها إيطاليا والمملكة المتحدة في عام 1986. وفي نفس العام اقترحت المفوضية الأوروبية حجز النطاق الطيفي 900 ميجا هيرتز النظام العالمي للاتصالات المتنقلة. قام رئيس الوزراء الفينلندي السابق هاري هولكيري بإجراء أول مكالمة هاتفية في العالم باستخدام هذا النظام في 1 يوليو عام 1991، ليطلق عليه كارينا سونيو (عمدة مدينة تامبيري) باستخدام شبكة بناها تيلينوكيا وسيمينيس وتديرها راديولينجيا. وشهد في العام التالي إرسال أول رسالة قصيرة (خدمة الرسالة القصيرة) وقامت كل من شركة المملكة المتحدة فوندافون وشركة فنلندا للاتصال بالتوقيع على اتفاقية التجوال الدولي الأول.
وفي عام 1991 بدأ العمل على على توسيع معيار النظام العالمي للاتصالات المتنقلة إلى تردد 1800 ميجا هيرتز وبدأ تشغيل أول شبكة على تردد 1800 ميجا هيرتز في المملكة المتحدة في حلول عام 1993, وفي ذلك العام أيضا أصبحت الشركة الالأسترالية للاتصال أول مشغل شبكة لهذا النظام خارج أوروبا وكما اعتبرت أول هاتف نقال متاح باليد النظام العالمي للاتصالات المتنقلة.
```
في عام 1995 م اطلاق خدمات الفاكس والبيانات والرسائل النصية القصيرة تجارياً. وبدأ تشغيل أول شبكة رسائل قصيرة قدرها 1900 ميجا هيرتزفي الولايات المتحدة وتجاوز عدد المشتركين في النظام العالمي للاتصالات المتنقلة في جميع انحاء العالم 10 ملايين. وفي نفس العام تشكلت جمعية النظام العالمي للاتصالات المتنقلة تم اطلاق سيم كارد المدفوعة مقدماً في عام 1996, واجتاز المشتركين في الشبكات العالمية إلى 100 مليون في عام 1998.
[
8
]
```

في عام 2000 تم إصدار تقنة الجيل الثاني من هذه التقنية واصبحت الأجهزة متاحة للبيع. وفي عام 2001, تم اطلاق تقنية الجيل الثالث وهي ليست امداد أو جزء من تقنية المجموعة الخاصة للمحمول، تجاوز عدد المشتركين في خدمة المجموعة الخاصة للمحمول العالمية 500 مليون مشترك. وفي عام2002, تم تقديم أول خدمة للرسائل متعددة الوسائط وبدأ تشغيل أول شبكة في نطاق التردد800 ميجا هيرتز، حيث إنها صلت إلى 1 بليون في عام 2004.
بحلول عام 2005, استحوذت شبكات النظام العالمي للاتصالات المتنقلة على أكثر من 75% من سوق الشبكات الخلوية في جميع انحاء العالم، لخدمة 1.5 مليار مشترك.في عام 2005, أصبحت أول شركة قادرة على تنزيل حزم الوصول عالية السرعة تعمل أيضا. تم اطلاق أول شبكة قادرة على إرسال حزم الوصول عالية السرعة في عام 2007. تقنية الجيل الثالث هي في تحميل وإرسال الحزم للوصول السريع. وتجاوز عدد المشتركين في النظام العالمي للاتصالات المتنقلة في جميع انحاء العالم إلى 3 مليارات في عام 2008.
وقد قدرت جمعية النظام العالمي للاتصالات المتنقلة في عام 2001 ان التقنيات المحددة في معيارهذه التقنية قد خدمت 80% من سوق الهاتف المحمول، بما في ذلك أكثر من 5 مليارات شخص في أكثر من 212 دولة واقليم، مما يجعله الأكثر شمولية من بين العديد من المعاييرللشبكات الخلوية.
يعد النظام العالمي للاتصالات المتنقلة من الجيل الثاني، وهو نظام انتخاب التقسيم الزمني الذي يصدره المعهد الأوروبي لمعايير الاتصالات. لا يتضمن معايير النظام الشامل للاتصالات النقالة تقنية النفاذ المتعدد الخاصة بشفرة شبكة الاتصالات المتنقلة العالمية الجيل الثالث ولا معايير تكنولوجيا النفاذ المتعدد بتقسيم تعامدي بجانب من التقسيم التعامدي للتردد للجيل الرابع للخلايا الناتج عن مجموع الشراكة.
لأول مرة النظام العالمي للاتصالات المتنقلة تضع معيار مشترك لجميع أنحاء أوروبا للشبكات اللاسلكية. اعتمدت أيضا من قبل العديد من البلدان خارج أوروبا. وهذا سمح للمشتركين باستخدام النظام العالمي للاتصالات المتنقلة الأخرى التي لديها اتفاقيات تجوال مع بعضها البعض. خفض تكاليف المعيار المشترك للبحث والتطوير، حيث يمكن بيع الأجهزة والبرمجيات بتكييفات طفيفة للسوق المحلي فقط.
في 1 ديسيمبرعام 2016 اغلقت تيليسترا في أستراليا شبكة النظام العالمي للاتصالات المتنقلة للجيل الثاني وهي أول مشغل شبكة للهاتف المحمول لفصل شبكة النظام العالمي للاتصالات المتنقلة. كان مزود خدمة الجوال الثاني لاغلاق شبكة النظام العالمي للاتصالات المتنقلة الخاصة به في 1 ينايرعام 2017 من الولايات المتحدة الأمريكية. اكملت شركة اوبتوس في أستراليا في اغلاق الجيل الثاني في 1 أغسطس 2017. واغلقت سنغافورا الجيل الثاني كامل في أبريل عام 2017.

## تفاصيل تقنية
أبرز الخدمات التي يقدمها ال جي اس ام:

### هيكلية الشبكة
هيكل الشبكة
يتم تنظيم الشبكة إلى عدد من الأقسام المنفصلة:
- النظام الفرعي لمحطة القاعدة - المحطات الأساسية ووحدات التحكم الخاصة بها
- النظام الفرعي للشبكة والتبديل - الجزء الأكثر شبهاً بالشبكة الثابتة، وأحيانًا يطلق عليه «الشبكة الأساسية» (الشبكة الأساسية لخدمات البث الإذاعي العامة)
- الجزء الاختياري الذي يسمح باتصالات الإنترنت القائمة على الرزم (GPRS Core Network)
- نظام دعم العمليات (OSS) - صيانة الشبكة.

### النظام الفرعي للمحطة الأساسية
GSM هي شبكة خلوية، مما يعني أن الهواتف المحمولة تتصل بها من خلال البحث عن الخلايا في المنطقة المجاورة مباشرة. هناك خمسة أحجام مختلفة للخلايا في شبكة GSM - خلايا الماكرو، والميكرو، والبيكو، والفيمتو، والمظلة. تختلف منطقة التغطية لكل خلية وفقًا لبيئة التنفيذ. يمكن اعتبار الخلايا الكلية كخلايا حيث يتم تركيب هوائي المحطة الأساسية على سارية أو مبنى فوق مستوى السطح العلوي. الخلايا الدقيقة عبارة عن خلايا يكون ارتفاع الهوائي فيها أقل من متوسط مستوى السطح؛ يتم استخدامها عادة في المناطق الحضرية. Picocells هي خلايا صغيرة يبلغ قطر التغطية فيها بضع عشرات من الأمتار. وهي تستخدم أساسا في الداخل. Femtocells هي خلايا مصممة للاستخدام في البيئات السكنية أو البيئات التجارية الصغيرة والاتصال بشبكة مزود الخدمة عبر اتصال إنترنت واسع النطاق. تستخدم الخلايا المظلية لتغطية المناطق المظللة من الخلايا الأصغر وسد الثغرات في التغطية بين تلك الخلايا.
يتراوح نصف القطر الأفقي للخلية باختلاف ارتفاع الهوائي وكسب الهوائي وظروف الانتشار من بضع مئات من الأمتار إلى عدة عشرات من الكيلومترات. أطول مسافة تدعمها مواصفات GSM في الاستخدام العملي هي 35 كيلومترًا (22 ميل). هناك أيضًا عدة تطبيقات لمفهوم الخلية الموسعة، حيث يمكن أن يكون نصف قطر الخلية مزدوجًا أو أكثر، اعتمادًا على نظام الهوائي ونوع التضاريس والتقدم الزمني.
يتم أيضاً دعم التغطية خارج الشبكة عن طريق النظام العالمي للاتصالات المتنقلة (GSM) ويمكن تحقيقها باستخدام محطة قاعدة بيكوسل داخلية أو مكرر داخلي بهوائيات داخلية موزعة تغذيها أجهزة فصل الطاقة، من أجل توصيل الإشارات الراديوية من هوائي خارجي إلى نظام هوائي داخلي موزّع منفصل. يتم نشرها عادة عندما تكون هناك حاجة إلى سعة اتصال كبيرة في الداخل، كما هو الحال في مراكز التسوق أو المطارات. ومع ذلك، ليس هذا مطلبًا أساسيًا، لأن التغطية الداخلية يتم توفيرها أيضًا من خلال اختراق الإشارات اللاسلكية داخل المبنى من أي خلية مجاورة.

#### ترددات الموجة
تعمل شبكات GSM في عدد من نطاقات تردد الموجة الحاملة المختلفة (مفصولة في نطاقات تردد GSM لنطاقات تردد 2G وUMTS للجيل الثالث 3G)، مع معظم شبكات GSM 2G العاملة في النطاق MHz 900 أو 1800 MHz. وحيثما تم تخصيص هذه النطاقات بالفعل، تم استخدام النطاقين MHz 850 وMHz 1900 (بدلاً من ذلك في كندا والولايات المتحدة على سبيل المثال). في حالات نادرة، يتم تعيين نطاقات التردد 400 وMHz 450 في بعض البلدان لأنها كانت تُستخدم سابقاً في أنظمة الجيل الأول.
للمقارنة، تعمل معظم شبكات الجيل الثالث في أوروبا في نطاق تردد 2100 ميغاهيرتز. لمزيد من المعلومات حول استخدام تردد GSM عالميًا، راجع نطاقات تردد GSM.
بغض النظر عن التردد المحدد من قبل المشغل، فإنه ينقسم إلى فترات زمنية للهواتف الفردية. وهذا يسمح بثمانية قنوات كلمات كاملة أو ست عشرة من كلمات نصف المعدل لكل تردد راديوي. يتم تجميع هذه الفترات الزمنية الثمانية (أو فترات الرشقات) في إطار TDMA. تستخدم القنوات ذات المعدل المنخفض إطارات بديلة في نفس الوقت. معدل بيانات القناة لجميع القنوات الثمانية هو kbit / s 270,833، ومدة الإطار هي 4.615 مللي ثانية.
تقتصر قدرة الإرسال في الهاتف على حد أقصى يبلغ 2 واط في GSM 850/900 و1 واط في GSM 1800/1900.

#### برامج ترميز الصوت
وقد استخدم النظام العالمي للاتصالات المتنقلة مجموعة متنوعة من برامج التشفير الصوتية للضغط على الصوت الذي يبلغ kHz 3.1 بين 7 وkbit / s 13. في الأصل، تم استخدام اثنين من برامج الترميز، سميت على اسم أنواع قنوات البيانات التي تم تخصيصها، تسمى معدل نصف (kbit / s 6.5) ومعدل كامل (13 كيلوبت / ثانية). استخدمت هذه الأنظمة نظامًا يعتمد على التشفير التنبئي الخطي (LPC). بالإضافة إلى كونها فعالة مع وحدات البت، جعلت هذه الرموز من السهل تحديد الأجزاء الأكثر أهمية من الصوت، مما يسمح لطبقة واجهة الهواء بتحديد أولويات هذه الأجزاء من الإشارة وحماية أفضل لها. تم تعزيز نظام GSM في عام 1997. مع برنامج الترميز المعزز بالكامل (EFR)، وهو ترميز 12.2 كيلوبت / ثانية يستخدم قناة ذات معدل كامل. أخيرًا، مع تطوير نظام UMTS، تم إعادة تصنيع EFR إلى برنامج ترميز ذو معدل متغير يسمى AMR-Narrowband، وهو عالي الجودة وقوي ضد التداخل عند استخدامه على قنوات ذات معدل كامل، أو أقل جودة ولكن لا يزال مرتفعًا نسبيًا عند استخدامه في وضع جيد شروط الراديو على قناة نصف المعدل.

#### وحدة تعريف المشترك (SIM)
واحدة من السمات الرئيسية لل GSM هي وحدة تعريف المشترك، والمعروفة باسم بطاقة SIM. بطاقة SIM عبارة عن بطاقة ذكية قابلة للفصل تحتوي على معلومات اشتراك المستخدم ودليل الهاتف. هذا يسمح للمستخدم بالاحتفاظ بمعلوماته بعد تبديل الهواتف. بدلا من ذلك، يمكن للمستخدم تغيير المشغلين مع الاحتفاظ بالهاتف ببساطة عن طريق تغيير بطاقة SIM. ستقوم بعض المشغلين بحظر هذا عن طريق السماح للهاتف باستخدام شريحة SIM واحدة فقط، أو شريحة SIM صادرة عنهم فقط؛ تُعرف هذه الممارسة باسم تأمين بطاقة SIM.

#### قفل الهاتف
في بعض الأحيان، تقيد مشغلات شبكات المحمول الهواتف التي تبيعها للاستخدام مع شبكتها الخاصة. وهذا ما يسمى «تأمين» ويتم تنفيذه بواسطة برنامج للهاتف. قد يتصل المشترك عادة بمزود الخدمة لإزالة القفل مقابل رسوم، أو استخدام الخدمات الخاصة لإزالة القفل، أو استخدام البرامج ومواقع الويب لإلغاء قفل الهاتف بأنفسهم. من الممكن اختراق الهاتف الذي تم قفله من قبل مشغل الشبكة.
في بعض البلدان (مثل، بنغلاديش، بلجيكا، البرازيل، كندا، تشيلي، ألمانيا، هونغ كونغ، الهند، إيران، لبنان، ماليزيا، نيبال، النرويج، باكستان، بولندا، سنغافورة، جنوب أفريقيا، تايلاند) يتم بيع جميع الهواتف مقفلة.

## نظام الحماية
كان الهدف من النظام الشامل للاتصالات النقالة هو أن يكون نظاما لاسلكيا آمناً، وقد اعتبره المستخدم كذلك نظرا لأن فيه مفتاحا مشتركا ولأنه قَبِلَ التحدي ولأن فيه نظام التشفير عبر الهواء
على الرغم من كل ذلك إلا أن النظام الشامل للاتصالات النقالة عرضةً لأنواع مختلفة من الهجمات كل منها يستهدف جزءا مختلفا من الشبكة.
قدم نظام الاتصالات العالمي للرسائل تطوير وحدة تعريف المشترك العالمية الاختيارية التي تستخدم للمصداقية مفتاح توثيق أطول لإعطاء قَدَر أكبر من الأمان، بالإضافة إلى توثيق مصادقة الشبكة والمستخدم بشكل متبادل، في حين يقوم النظام الشامل للاتصالات النقالة فقط بتوثيق المستخدم إلى الشبكة (والعكس ليس صحيح), وبالتالي فإن النموذج الأمني يوفر السرية والتوثيق ولكن قدرات التفويض فيه محدودة، وليس لديه القدرة على الرفض.
يستخدم النظام الشامل للاتصالات النقالة العديد من خوارزميات التشفير لأغراض الأمان، حيث إنه يستخدم نظام التشفير المتتالي أ5/1, أ5/2 وأ5/3 لضمان خصوصية الصوت عبر الهواء.أولاً تم تطوير أ5/1 وهي خوارزمية أقوى تستخدم داخل أوروبا والولايات المتحدة; أما خوارزمية أ5/2
أضعف وتستخدم في بلدان أخرى.
تم العثور على نقاط ضعف خطيرة في كلتا الخوارزميتان: من الممكن كسر خوارزمية أ5/2 في الوقت الحالي باستخدام النص المشفر فقط حيث أنه في يناير 2007 بدأ المخترقين باختياراتهم مشروعاً لاختراق أ5/1
```
مع خطط لاستخدام «مصفوفة بوابة قابلة للبرمجة» والتي تسمح أن يتم كسر هذه الخوارزمية باستخدام هجوم طاولة قوس قزح (rainbow table attack)-كما تمت تسميته-.
[
23
]
 يدعم النظام خوارزميات متعددة بحيث يمكن للمشغلين استبدال هذا التشفير بأخرى أقوى.
```

منذ عام 2000 بذلت جهود مختلفة من أجل اختراق خوارزميات التشفير أ5, تم كسر كل من الخوارزميات أ5/1 وأ5/2 وتحليل شفراتهم وتم الكشف عن تحليلها في الأدب. على سبيل المثال، طور كارستن نوهل عددًا من طاولات قوس قزح (قيم ثابتة تقلل الوقت اللازم لتنفيذ هجوم) وقد عثرت على مصادر جديدة لهجمات غير معروفة (plaintext attack). وقال إنه«من الممكن بناء جهاز اعتراض كامل للنظام الشامل للاتصالات النقالة من مكونات المصادر المفتوحة» ولكنهم لم يفعلوا ذلك بسبب المخاوف القانونية. ادعى نوهل أنه قد تمكن من اعتراض المحادثات الصوتية والنصية عبر انتحاله شخصية مستخدم آخر للاستماع إلى البريد الصوتي أو إجراء مكالمات أو إرسال رسائل نصية باستخدام هاتف محمول من شركة موتورولا –عمره 7 سنوات- وبرنامج فك تشفير متاح على الإنترنت مجانًا.
يستخدم النظام الشامل للاتصالات النقالة خدمة تقسيم –حزم- الراديو (الخدمة الراديوية العامة للرزم) لإرسال البيانات مثل تصفح الويب.تشفيرات الخدمة الراديوية العامة للرزم الأكثر انتشاراً تم اختراقها بشكل علني في عام 2011.
كشف الباحثون عن ثغرات في شفرات جي أي أ/1 وجي أي أ/2
ونشروا برنامج مفتوح للكشف عن التجسس الواقع في شبكات الخدمة الراديوية العامة للرزم يسمى هذا البرنامج (الخدمة الراديوية العامة للرزم للتشفير), كما أشاروا إلى ان بعض الناقلات لا تقوم بتشفير البيانات (مثل استخدام جي أي أ /0)
من أجل الكشف عن استخدام حركة البيانات أو البروتوكولات التي لا تعجبها (مثل برنامج سكايب) مما يجعل العملاء غير محميين .
يبدو ان جي أي أ/3 من الصعب نسبيا اختراقه ويقال إنه مستخدم في بعض الشبكات الحديثة، إذا تم استخدامه مع وحدة هوية المشترك العالمية لمنع الاتصالات بمحطات قاعدة وهمية والهجمات منخفضة المستوى فسيتم حماية المستخدمون على المدى المتوسط، على الرغم من أن الترحيل إلى جي أي أ/4 ذو 128 بت لا يزال يوصى به.

## معلومات المعايير
يرد وصف انظمة وخدمات النظام العالمي للاتصالات المتنقلة في مجموعة من المعايير التي يحكمها المعهد الأوروبي لمعايير الاتصالات (هيئة الاختبارات الأمريكية) حيث يتم الاحفاظ بقائمة كاملة.

## مواصفات ال GSM
1. نطاق الإرسال من محطة الإرسال الثابتة (هوائي الإرسال): 935 MHz - 960 MHz
2. نطاق الإرسال من محطة الإرسال المتنقلة (الـهـاتـف): 890 MHz - 915 MHz
3. أقصى قدرة إرسال: 3-20 وات
4. عدد القنوات من النوع المزدوج (125 قناة)
5. عرض النطاق الترددي للقناة: 200 kHz
6. طريقة النقل: تعدد الوصول بتقسيمات الزمن
7. عدد المشتركين في الإطار الواحد: ثمانية لكل اطار 8/frame
8. طرق حماية الخطأ: تتم من خلال الترك البيني، تشفير القناة والقفز الترددي

## هيكلية ال GSM
تتضمن الشبكة عدة اقسام أو محطات تعمل فيما بينها لتشكل الشبكة المتكاملة وهذه الأقسام:
1. النظام الفرعي للمحطة الأساسية "BSS"
2. محطة النظام الفرعي للشبكة "NSS"
3. مركز دعم العمليات "OSS"

## أنواع قنوات نظام ال GSM

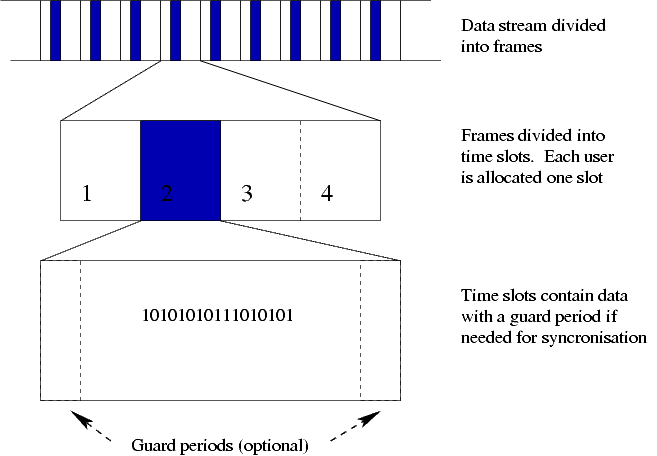
التقسيم الزمني TDMA.

قبل التعرض لأنواع القنوات في نظام ال GSM لا بد من إعطاء فكرة عن أسلوب تعدد المسالك ومن ثم هيكلة القنوات في نظام ال GSM. بما أن الطيف الترددي اللاسلكي هو من الموارد المشتركة بين كل المشتركين فمن الضروري إيجاد طريقة لتقسيم سعة النطاق بين أكثر عدد من المشتركين. لذلك كان الاختيار على طريقة الدمج بين تعدد المسالك بالتقسيم الترددي FDMA والتقسيم الزمني TDMA حيث يشمل جزء التقسيم الترددي على تقسيم سعة النطاق التي عرضها 25 MHz إلى 124 حاملاً (carrier) تبعد عن بعضها بمقدار 200 kHz. ثم تقسم كل واحدة من هذه الترددات الحاملة تقسيماً زمنياً في حد ذاتها باستعمال أسلوب ال TDMA حيث يكون الجزء الزمني الأساسي في التقسيم الزمني يساوي 15/26 ms أي حوالي 577 µs ويسمى هذا الجزء الأساسي رشقة أو burst.
تكون مجموعة رشقات مع بعضها ما يسمى بالرتل وتكون مدته ثماني مرات الرشقة الواحدة أي 120/26 ms أو ما يعادل 4.615ms. ويكون هذا الرتل الجزء الأساسي لتعريف القناة المنطقية اما مدة الرشقة الواحدة فتمثل القناة الفيزيائية الواحدة عبر الرتل، وتعرف القناة بحسب رقم وموضع الرشقات التابعة لها.
وبصفة عامة يمكن تقسيم القناة إلى نوعين:
1. قنوات مكرسة: وهي عبارة عن قنوات تم تخصيصها للمحطة المتنقلة
2. قنوات مشتركة: وهي قنوات يمكن استعمالها من طرف المحطات في حالة الراحة

## مخطط الشبكة
*المحطة المتحركة MS Mobile station 

امخطط الشبكة

*المحطة الثابنة BSS base station subsystem
*نظام التشغيل OSS operating support system 

## تشفير القناة
تتم عملية تشفير القناة لضمان الحماية والخصوصية وللمساعدة في استقبال الارسال. ففي نظام ال GSM تدخل معلومات الكلام وهي مكونة من أجزاء تمثل عينات الكلام المشفرة لفترة 20ms لكل عينة.
الجزء الأول يحتوي على 182bits وتعتبر الأهم والجزء الثاني يحتوي على 78bits. ويتم تشفير الجزء الأول بإضافة 4bits كذيل و3 bit للتكافؤ. ثم يشفر الناتج وهو 189bits بواسطة ال encoding بمعدل 1/2 ليكون الناتج 387bits تضاف مرة أخرى للجزء الثاني 78bits الذي لم يشفر. ليكون الناتج النهائي 456bits تمثل عينة كلام مدتها 20ms.

## المجالات الترددية المستخدمة في نظام GSM
| اسم النظام | المواصفات |
| ---------- | --- |
| P-GSM 900  | uplink: 890-915 MHz downlink: 935-960 MHz طول الموجة: λ = 33 سم عرض النطاق الترددي = 2x25MHz المسافة المزدوجة = 45 MHz الإشارة الحاملة = 200 kHz معدل الإرسال = 270.8kbps عدد القنوات =125   |
| E-GSM 900  | uplink: 880-915 MHz downlink: 925-960 MHz طول الموجة: λ = 33 سم عرض النطاق الترددي = 2x35MHz المسافة المزدوجة = 45 MHz الإشارة الحاملة = 200 kHz معدل الإرسال = 270kbps عدد القنوات =175     |
| GSM 1800   | uplink: 1710-1785 MHz downlink: 1805-1880 MHz طول الموجة: λ = 17 سم عرض النطاق الترددي = 75 MHz المسافة المزدوجة = 95 MHz الإشارة الحاملة = 200 kHz معدل الإرسال = 270kbps عدد القنوات =373  |
| GSM 1900   | uplink: 1850-1910 MHz downlink: 1930-1990 MHz طول الموجة: λ = 16 سم عرض النطاق الترددي = 60 MHz المسافة المزدوجة = 80 MHz الإشارة الحاملة = 200 kHz معدل الإرسال = 270 kbps عدد القنوات =300 |
| GSM 2100   | وهو 3G |